# Liste der Monuments historiques in Saulles
Die Liste der Monuments historiques in Saulles führt die Monuments historiques in der französischen Gemeinde Saulles auf.

## Liste der Objekte
| Bezeichnung                  | Beschreibung                           | Standort                           | Kennzeichnung | Schutzstatus | Datum | Bild |
| ---------------------------- | -------------------------------------- | ---------------------------------- | ------------- | ------------ | ----- | ---- |
| Skulptur Schutzmantelmadonna | Stein, farbig gefasst, 18. Jahrhundert | in der Kirche St-Symphorien (Lage) | PM52001127    | Classé       | 1979  |      |